# تاكيرو كيويناغا
تاكيرو كيويناغا (باليابانية: 清永 丈瑠) (مواليد 24 أكتوبر 1994)، هو لاعب كرة قدم كان يلعب كلاعب وسط.

## وصلات خارجية
- تاكيرو كيويناغا على موقع رابطة كرة القدم اليابانية للمحترفين (اليابانية)
- تاكيرو كيويناغا على موقع قاعدة بيانات كرة القدم.إي يو (الإنجليزية)
- تاكيرو كيويناغا على موقع Soccerway.com (الإنجليزية)
- تاكيرو كيويناغا على موقع عالم كرة القدم.نت (الإنجليزية)